# Соната для фортепіано № 7 (Прокоф'єв)
Соната для фортепіано № 7 С. Прокоф'єва, сі-бемоль мажор, op.83 написана в 1939—1942 роках. Вперше прозвучала у виконанні С.Ріхтера 18 січня 1943 у Москві. Складається з 3-х частин:
1. Allegro inquieto
2. Andante caloroso
3. Precipitato

За спогадами Марії-Сесілії Абрамовни Мендельсон, яка згодом стала другою жінкою Прокоф'єва, на створення цієї, а також Шостої і Восьмої сонат книга Ромена Роллана про Бетховена. Сьома соната стала першим із п'яти творів Прокоф'єва, відзначеним Сталінською премією (1943).